# Bolgárkert
Bolgárkert Pécs egyik nyugati városrésze, melyet keletről Kovácstelep, nyugatról Fogadó, északról pedig Patacs határol. A 6-os főút és a vasútvonal által határolt, az 57-es főút által is érintett terület funkcionálisan rendkívül homogén városrész, területén szinte csak gazdasági funkciók találhatóak, amelyeknek gazdasági ereje jóval túlnyúlik saját határain. Főleg emiatt kezelik önálló városrészként, hiszen a lakosok száma minimális (11 fő).

## Története
Az 1876-os áprilisi bolgár felkelést vérbe fojtották a szultán katonái és az irreguláris török erők. Ezrével menekültek bolgár családok Havasalföldre, Oroszországba és Magyarországra is. Ekkor terjedtek el igazán a nagyobb városok körzetében az úgynevezett bolgárkertek, megvetve itthon az intenzív, korszerű kertészet alapját. A nagyobb városok tövében béreltek földet, ahol termeltek a piaci igények kielégítése érdekében. A kert többnyire családi megművelésű üzem volt. A bolgárkertészetet elsősorban a folyamatos öntözés, melegágyas hajtatás, illetve a parcellák folyamatos kihasználása és a három-négyszeres beültetés jellemezte. A hazai modern zöldségtermesztés is ezeket az alapelveket hasznosítja idehaza. A meglévő termelési módszerekhez további apró szakmai fogásokkal járultak hozzá, új fajokat hoztak be az országba (tojásgyümölcs-padlizsán) és intenzív fajtákat honosítottak meg.
A 20. század elején a növekvő számú bolgár nagykereskedő és tehetős gazda intézményesítették a közösségi életet. Így került sor 1914-ben a Magyarországi Bolgárok Egyesületének megalapítására.
1990 és 2000 között közelében jelentős forgalmú bevásárlóközpont jött létre (Metro, Tesco, Electro World és Praktiker nagyáruházak).